# Sebastian Wehle
Sebastian Wehle (* 18. Februar 1989 in München) ist ein deutscher Jazzmusiker (Saxophon, Klavier, Bassklarinette) und Komponist.

## Leben und Wirken
Wehle begann mit fünf Jahren Klavier zu spielen und hatte elf Jahre Unterricht in diesem Fach. 2002 wechselte er aufs Saxophon, zunächst mit Unterricht bei Arnim Wittich und Marcus Kesselbauer. Er besuchte den Leistungskurs Musik am Gabriel-von-Seidl-Gymnasium in Bad Tölz, nahm an Workshops der Jazz Juniors in Bayern teil und 2005 am Masterworkshop bei Don Menza. Ab 2006 war er Mitglied im Landesjugendjazzorchester Bayern und seit 2007 Mitglied der Band Blindflug (Bundessieger Jugend jazzt 2007). Seit 2008 studiert er bei Johannes Enders an der Hochschule für Musik und Theater „Felix Mendelssohn Bartholdy“ Leipzig. 2011 war er Stipendiat der Yehudi Menuhin Live Music Now Stiftung und Herbst 2012 bis Sommer 2013 verbrachte er in Luzern. Weiterhin kam es zu Unterricht und Workshops bei Jazzmusikern wie Mark Turner, Jerry Bergonzi, Tony Malaby, Hubert Nuss, Richie Beirach, Jay Ashby, Florian Ross, Billy Elgart, Achim Kaufmann, Bert van den Brink, Harald Rüschenbaum, Holger Nell, Karsten Gorzel, Matthias Anton, Chris Wiesendanger, Nat Su.
Wehle spielt gegenwärtig unter anderem in den Formationen PLOT mit Robert Lucaciu und Philipp Scholz, Castravez, Das blaue Pony und als Solist im Arne Donadell Quartett. Er leitet sein eigenes Septett und gehört seit September 2013 zur Bigband Spielvereinigung Süd. Ferner trat oder tritt er mit Musikern wie Harald Rüschenbaum, Wolfgang Muthspiel, Richie Beirach, Johannes Enders, Pepe Berns, Frank Köllges und Heinrich Köbberling auf. Auch ist er auf dem Album Der Mensch lässt nach von Schorsch Kamerun zu hören.

## Preise und Auszeichnungen
Wehle ist Stipendiat der Yehudi Menuhin Stiftung und Preisträger nationaler Auszeichnungen, unter anderem Preisträger von Jugend jazzt 2005 und 2007 des Staatsministerium für Wissenschaft und Kunst Sachsens und 2009 der Hans & Eugenia Jütting Stiftung. 2007 erhielt er den Studiopreis beim Wettbewerb Jugend jazzt. Im November 2014 gewann die Band  PLOT den Jungen Münchner Jazzpreis. Mit dem Quartett Lobster von Damian Dalla Torre erreichte er 2019 den dritten Preis beim Europäischen Burghauser Nachwuchs-Jazzpreis.

## Diskografische Hinweise
- Castravez: Tagtraum (Egolaut, 2011)[6]
- PLOT: Heimarbeit (Egolaut, 2012)
- Das blaue Pony Zweigedanken (Unit Records, 2014, mit Johannes Moritz, Robert Lucaciu, Philipp Scholz)[7]